# Jackpot
Jackpot – jednostka osadnicza w hrabstwie Elko w stanie Nevada tuż przy granicy z Idaho. Leży przy drodze krajowej U.S. Route 93. Miasto swą popularność zawdzięcza kasynom, które odwiedzane są przez mieszkańców pobliskich stanów, w których hazard był lub jest zabroniony.
W 1954 roku, rząd stanowy Idaho zdelegalizował kasyna i gry oferowane w tego typu placówkach. Przedsiębiorcy "Cactus Pete" Piersanti i Don French zabrali swoje maszyny, do pobliskiego Jackpot. Wkrótce założyli sieć kasyn nazwanych kolejno Cactus Pete, Horseshu Club i w końcu Ameristar Casinos. Do dziś jest podstawą gospodarki miasta. Dla wielu mieszkańców Twin Falls w Idaho miejscem pracy.
Jackpot znajduje się na wysokości 5 213 stóp (1588,92 m) n.p.m. Około 80 km na wschód od Jarbidge. Z powodu ekonomicznych więzi z północnym sąsiadem, szczególnie Magic Valley, Jackpot obowiązuje strefa czasowa Mountain Time Zone, a większości miejsc w Nevadzie Pacific Time Zone.